# だいせん (列車)
だいせんは、かつて西日本旅客鉄道（JR西日本）が大阪駅 - 米子駅間を東海道本線・福知山線・山陰本線経由で運行していた夜行急行列車である。
ここでは京阪神と山陰地方を福知山線経由で運行されていた夜行列車の沿革および、伯備線経由で運行されていた「だいせん」の沿革についても記述する。

## 概要
急行「だいせん」としては、日本国有鉄道（国鉄）が1968年10月から大阪駅 - 鳥取駅・米子駅・出雲市駅・益田駅間など山陰本線の主要駅間を福知山線経由で運転を開始した。
「だいせん」の名称自体は、岡山駅 - 松江駅間を伯備線経由で運転を開始した快速列車として1953年3月から使用されていたが、1968年10月のダイヤ改正により、伯備線経由の「だいせん」を「おき」に変更して、福知山線経由で運行する急行列車に「だいせん」の名称が使用されるようになった。

### 列車名の由来
「だいせん」の名称は、鳥取県にある伯耆大山（ほうきだいせん）にちなむものとされている。そのことから、その周辺に近い鳥取県西部および島根県東部が終着駅となる列車の名称として使用されていた。

## 運行概況
廃止直前は1日1往復運転されており、大阪駅 - 篠山口駅間と倉吉駅 - 米子駅間では始発・最終列車としての性格も持っていた。特に倉吉駅 - 米子駅間では快速列車として運行され、普通急行券なしでも乗車することができた。
最盛期には1日4往復運転されていたが、ほかの列車などに代替される形で徐々に運転本数を減らしていった。
周遊券が周遊きっぷとなる前は山陰側において、「京阪神ミニ周遊券」を購入すれば急行料金不要で大阪とのバス運賃と同等となるうえ、草津駅まで広いフリー区間内の移動が無料であったことから夜行の自由席が大混雑したが、周遊券が廃止されたことや激安のツアーバスの台頭などによって、夜行のみとなっていた当列車の需要が激減することとなった（「きたぐに」でも同様のケースがみられた）。

### 運転開始時の停車駅
大阪駅 - 尼崎駅 - 宝塚駅 - 三田駅 - 篠山口駅 - 柏原駅 - 福知山駅 - 和田山駅 - 豊岡駅 - 城崎駅 - 香住駅 - 浜坂駅 - 鳥取駅 - （浜村駅） - （松崎駅） - 倉吉駅 - 由良駅 - 浦安駅 - 赤碕駅 - （下市駅） - 御来屋駅 - 大山口駅 - 淀江駅 - 伯耆大山駅 - 米子駅 - 安来駅 - （揖屋駅） - 松江駅 -（乃木駅）- 玉造温泉駅 -（来待駅）- 宍道駅 - （荘原駅）- （直江駅）- 出雲市駅
- 揖屋駅は上りのみの停車駅。乃木駅、来待駅、荘原駅、直江駅は下りのみの停車であった。

### 廃止直前の停車駅
大阪駅 - 尼崎駅 - 宝塚駅 - 三田駅 - 篠山口駅 - 柏原駅 - 福知山駅 - 和田山駅 - 豊岡駅 - 城崎駅 - 香住駅 - 浜坂駅 - 鳥取駅 - （浜村駅） - （松崎駅） - 倉吉駅 - 由良駅 - 浦安駅 - 赤碕駅 - （下市駅） - 御来屋駅 - 大山口駅 - 淀江駅 - 伯耆大山駅 - 米子駅
- （　）内の駅は上りのみ停車。
- このほか、下り列車は竹野駅で運転停車を行い、上りの「だいせん」と列車交換を行っていた。

### 使用車両
キハ65系の「エーデル北近畿」などに使われていたエーデル用気動車を使用していた。同車は「だいせん」廃止後に廃車となった。通常は2両固定編成の普通車のみで全車禁煙車（デッキに喫煙コーナーあり）であるが休前日には4両まで増結されて、米子方の車両が指定席車で展望車だった。
かつては、20系客車や14系客車・12系客車を連結した客車列車などで運行されていたが、1999年10月2日からキハ65形が使用されるようになったと同時に、寝台車が廃止された。

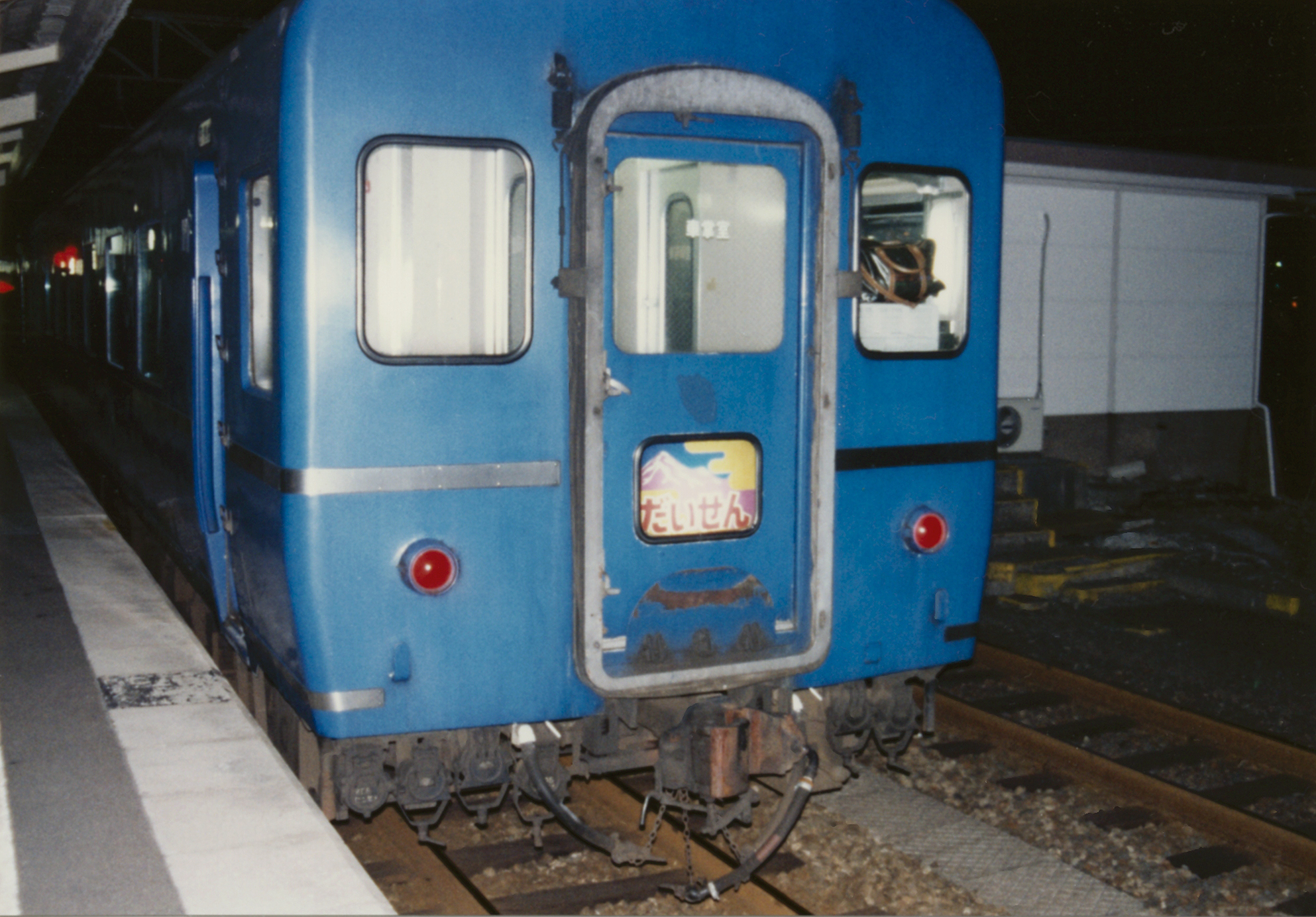
スハネフ15（1995年5月4日 出雲市駅）
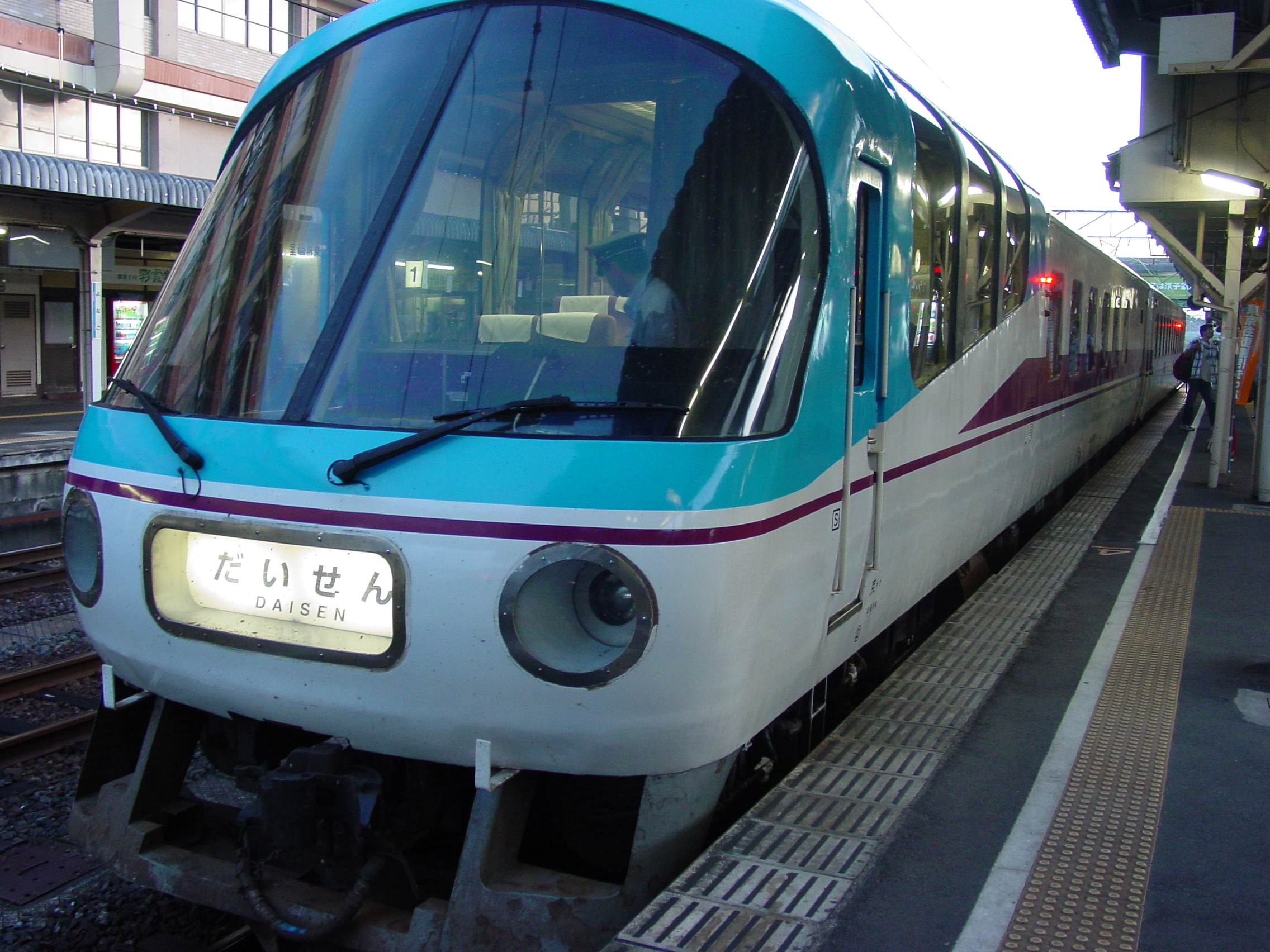
展望型先頭車
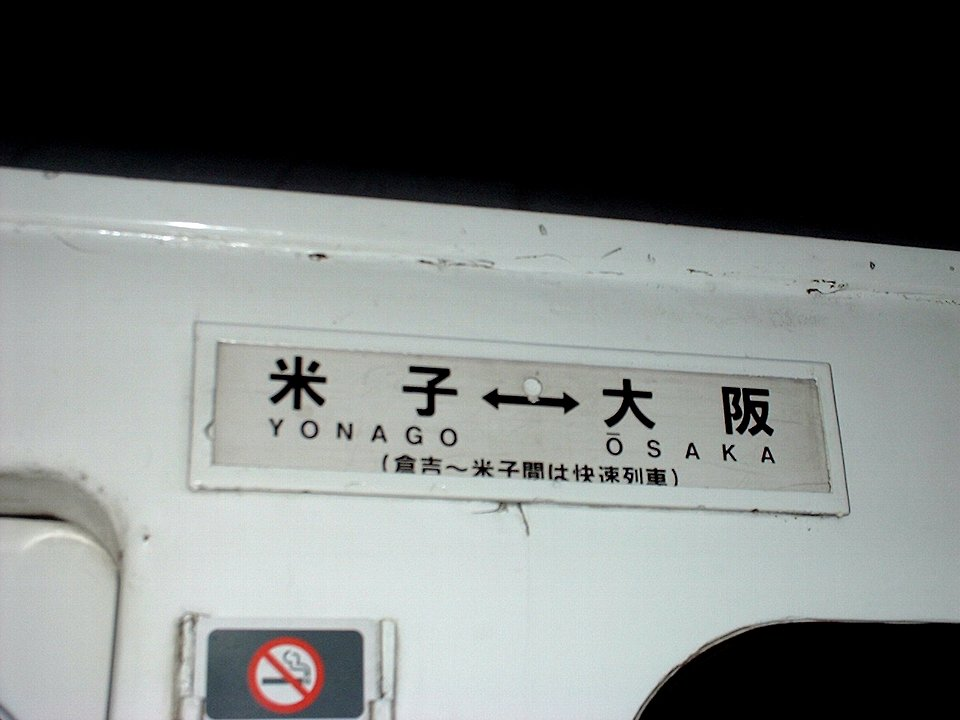
サボ（2003年11月18日）

## 京阪神対山陰夜行列車沿革

### 戦前の山陰本線・福知山線夜行列車
- 1914年（大正3年）：大阪駅 - 大社線大社駅間を直通する普通列車が運転開始。
- 1919年（大正9年）：大阪駅 - 大社駅間の夜行普通列車と京都駅 - 大社間の夜行普通列車に二等寝台車を連結。
- 1935年（昭和10年）：大阪駅 - 大社駅間の昼行急行列車（401・402列車）運転開始に合わせて大阪駅 - 大社駅間の夜行普通列車と京都駅 - 大社駅間の夜行普通列車に三等寝台車を連結。
- 1941年（昭和16年）7月：戦時体制移行による輸送力増強のため全国の路線から三等寝台車の連結を中止。
- 1943年（昭和18年）10月：大阪駅 - 大社駅間の夜行普通列車405・406列車の二等寝台車連結を中止。
- 1944年（昭和19年）4月：京都駅 - 大社駅間の夜行普通列車809・810列車が廃止。

### 福知山線経由「だいせん」の運転開始以前
- 1947年（昭和22年）6月29日：大阪駅 - 大社駅間で夜行準急列車705・706列車が運転を開始。なお、この時期にすでに同区間を運行する夜行普通列車407・408列車が運行されている。福知山線経由の急行「だいせん」は、この列車がルーツである。
- 1951年（昭和26年）11月25日：準急705・706列車の運転区間が東京駅 - 大社駅・浜田駅間に変更され、急行「いずも」として運転開始。東京駅 - 大阪駅間は「せと」と併結運転。
- 1953年（昭和28年）3月：岡山駅 - 松江駅間を山陽本線・伯備線・山陰本線経由で運行する快速列車の名称として「だいせん」の名が用いられる。
- 1954年（昭和29年）5月：「いずも」が大阪駅で浜田駅発着の編成を連結し、運転区間が東京駅 - 大社駅間と大阪駅 - 浜田駅間になる。
- 1956年（昭和31年）11月19日：全編成が東京駅発着になり、列車名が「いずも」から漢字の「出雲」に変更。「せと」との併結運転が廃止。
- 1958年（昭和33年）10月1日：「だいせん」の名称が、京都駅 - 大社駅間（山陽本線・伯備線・山陰本線・大社線経由）の急行列車に変更。京都駅 - 岡山駅間は急行「宮島」と併結運転。
- 1961年（昭和36年）10月1日：サンロクトオの大規模ダイヤ改正に伴い、次のように変更になる。
  - 「出雲」の運行経路が福知山線経由から綾部駅経由に変更。これにより「出雲」は東京対山陰連絡列車の性格を帯びることになる。
  - 「だいせん」の併結運転が、「宮島」から名古屋駅 - 鹿児島駅間の「さつま」に変更。
  - 準急「白兎」が急行列車に変更され、福知山線経由になる。
  - 特急「まつかぜ」運行開始。
- 1962年（昭和37年）10月1日：「だいせん」は「さつま」との併結運転が解消され、客車から気動車に変更。
- 1963年（昭和38年）4月20日：「だいせん」が赤穂線経由に変更。
- 1964年（昭和39年）10月：大阪駅 - 大社駅間の夜行普通列車 717・718列車が急行「しまね」になる（出雲市駅 - 大社駅間は普通列車）。
- 1965年（昭和40年）10月：大阪駅 - 大社駅間の「しまね」が「おき」に改称。「おき」は大阪駅 → 大社駅間（出雲市駅 - 大社駅間は普通列車）と出雲市駅 → 大阪駅間の運転になる。
- 1966年（昭和41年）10月1日：「だいせん」の出雲市駅 - 大社駅間が普通列車になる。

### 福知山線経由「だいせん」の運転開始
- 1968年（昭和43年）10月1日：ヨンサントオの大規模ダイヤ改正により、次のように変更。
  1. 伯備線経由の急行「だいせん」は「おき」に変更。
  2. 大阪駅発着発着の急行「山陰観光」「三瓶」「白兎」「おき」が統合され、福知山線経由の急行「だいせん」として運転開始。「だいせん」は大阪駅 - 松江駅・出雲市駅・大社駅・益田駅間で合計4往復（このうち1往復は臨時列車）運転された（出雲市駅 - 大社駅間は普通列車）。
- 1972年（昭和47年）3月15日：ダイヤ改正により、以下のように変更。
  1. 「だいせん」下り1号は米子駅 - 益田駅間で急行「はぎ」と併結運転開始。乗り継ぎ料金制度として乗り通すことが認められた。
  2. 大阪駅 - 松江駅間の1往復が運転区間を大阪駅 - 鳥取駅間に変更し、「いなば」に改称。「だいせん」は大阪駅 - 益田駅・大社駅間の合計2往復になる（出雲市駅 - 大社駅間は普通列車）。
- 1975年（昭和50年）3月10日：ダイヤ改正により、次のように変更。
  1. 「だいせん」下り1号と併結運転していた急行「はぎ」が「ながと」に改称。
  2. マルスシステム拡張に伴い、山陰本線全通より京都駅 - 出雲市間の寝台車連結の夜行普通列車に「山陰」（さんいん）の名称が与えられる[注 2]。
- 1978年（昭和53年）10月2日：「いなば」から「いでゆ」と改称されていた大阪駅 - 鳥取駅間の急行が「だいせん」に改称し2号・3号となる。夜行列車である「だいせん」5・6号が20系客車に置き換えられる。
- 1982年（昭和57年）7月1日：「だいせん」1号の「ながと」との併結運転が解消。
- 1985年（昭和60年）3月14日：「だいせん」5・6号に自由席が設置され、運転区間が大阪駅 - 出雲市駅に変更（倉吉駅 → 出雲市駅間と米子駅 → 倉吉駅間は快速列車、出雲市駅 → 米子市駅間は普通列車）。「山陰」が廃止[注 3]。

### 「だいせん」の縮小と廃止
- 1986年（昭和61年）11月1日：福知山線宝塚駅 - 山陰本線城崎駅（現在の城崎温泉駅）間が電化されたことにより、「だいせん」昼行列車が当時のエル特急「北近畿」に統合され、「だいせん」は使用車両が14系14形寝台車と12系客車を連結した客車に変更され[1]、大阪駅 - 出雲市駅間の夜行列車1往復のみになる（倉吉駅 → 出雲市駅間と米子駅 → 倉吉駅間は快速列車、出雲市駅 → 米子駅間は普通列車）。
- 1991年（平成3年）3月16日：「だいせん」の快速区間が倉吉駅 - 出雲市駅間に変更。
- 1994年（平成6年）12月：寝台車の使用車両を14系14形から14系15形に変更。B寝台を2段寝台化。
- 1999年（平成11年）10月2日：「だいせん」の運転区間が大阪駅 - 米子駅間になり、使用車両がキハ65形（エーデル車）に変更され[2]、寝台車の連結が廃止。
- 2004年（平成16年）
  - 10月9日 - 10月11日：14系15形と12系客車の編成による臨時急行「懐かしのだいせん」が下り9日発、上り10日発で運転される[3][4]。
  - 10月16日：「だいせん」が廃止。これにより、以下の区間に代替となる列車が運転された[5]。
    - 新大阪駅 → 福知山駅間で特急「北近畿」が1本増発。
    - 福知山駅 → 京都駅間で特急「たんば」が1本増発。
    - 鳥取駅 - 米子駅間で快速「とっとりライナー」が1往復増発。

### 特急大山
- 2018年（平成30年）7月1日：山陰ディスティネーションキャンペーンの開催に合わせ、9月30日までの土曜・休日に特急「大山」が鳥取駅 - 米子駅間で下り1本、上り2本が運行された[6]。車両はキハ189系3両編成が使用された。